# SR-25
El SR-25 (Stoner Rifle-25) es un fusil de francotirador semiautomático diseñado por Eugene Stoner y fabricado por Knight's Armament Company.
El SR-25 utiliza un cerrojo rotativo y un sistema de recarga accionada por gas con empuje directo. Está ligeramente basado en el Stoner AR-10, reconstruido en su calibre original de  7,62 mm. Hasta un 60% de las piezas del SR-25 son intercambiables con el AR-15 y el M16 - excepto las dos mitades del cajón de mecanismos, el martillo, el cañón y el portacerrojo. Los cañones de los fusiles SR-25 fueron originalmente fabricados por la Remington Arms y sus ánimas tenían 5 estrías dextrógiras con una tasa de rotación de 256 mm. El cañón pesado de 610 mm de longitud es flotante, por lo que el guardamanos está acoplado al frente del cajón de mecanismos y no toca al cañón.

## Historia
A finales de la década de 1950, Eugene Stoner diseñó el fusil de batalla AR-10 para equipar a los soldados estadounidenses. Era un fusil preciso para ser automático, pero perdió el concurso ante el fusil M14. Los derechos de las patentes del AR-10 y el AR-15 fueron vendidos a la Colt's Manufacturing Company. La Colt se concentró sobre el AR-15, ofreciendo a otras empresas la capacidad de aprovechar el sistema del AR-10.
A inicios de la década de 1990, Stoner se incorporó a la Knight's Armament Company. Él continuó trabajando en el diseño del AR-10, combinándolo con sistema de empuje directo de gas del AR-15. El resultado final fue el SR-25 (suma de los números del AR-10 y el AR-15), que mejoraba el diseño del AR-10 con los avances del M16A2 y piezas intercambiables. El SR-25 original fue introducido al mercado a inicios de la década de 1990, con un cañón pesado flotante de 610 mm (24 pulgadas) de largo y un guardamanos de fibra de vidrio. La cubierta de la mitad superior de su cajón de mecanismos era plana y tenía un riel Mil-Std 1913 para montar miras telescópicas, así como un gatillo de competición con recorrido de dos etapas. El portacerrojo era similar al del AR-10, estando cromado y teniendo un percutor fijo sostenido mediante un pasador. El SR-25 fue específicamente diseñado para disparar balas con punta abierta de 11 g (168 granos). Su precisión estaba garantizada en 1 minuto de arco, o menos. Inicialmente empleaba los cargadores de 20 cartuchos del AR-10, pero fueron reemplazados más tarde por cargadores de acero con la misma capacidad que se parecen a los empleados en el M16.
El Mando de Operaciones Especiales de los Estados Unidos (SOCOM, en inglés) se interesó en el SR-25, especialmente por su cargador de gran capacidad y tiempo de ataque más rápido en comparación con los fusiles de cerrojo. Después de algunas modificaciones, el SOCOM adoptó en mayo de 2000 al SR-25 con la designación Mk 11 Mod 0. Los cambios incluían un cañón más corto de 510 mm (20 pulgadas) de longitud, que pudiese disparar los cartuchos 7,62 x 51 OTAN M118 y M118LR, así como un soporte desmontable para instalar un silenciador. Un sistema de riel flotante de 288 mm (11,35 pulgadas) de longitud en el guardamanos le permite instalar accesorios. Se le agregó un punto de mira plegable y un alza ajustable, instalándole la culata y el pistolete de un M16A2.
Desde mediados de 2011, el SOCOM empezó a retirar al Mk 11 Mod 0 de su inventario y lo reemplazó con el SSR Mk 20, la variante de francotirador del FN SCAR. El Mk 11 será completamente reemplazado para el 2017.

## Diseño
El SR-25 de competición mejorado utiliza el nuevo sistema de riel URX II Picatinny-Weaver, en lugar del antiguo sistema de riel flotante del Mk 11, sobre la cubierta del cajón de mecanismos para instalar diferentes soportes de miras telescópicas o un asa de transporte con alza incorporada (con el punto de mira montado en el riel del extremo delantero del guardamanos). La versión de competición está diseñada para disparar con una precisión de 0,5 minuto de arco, que equivale a grupos de impactos en 13 mm (0,5 pulgadas) a 91 m (100 yardas).
El MK 11 Mod 0 dispara el cartucho 7,62 x 51 OTAN y está diseñado para emplear cartuchos de competición. Este fusil es suministrado con soportes de mira telescópica QD (acrónimo en inglés de Quick Detachable, desmontaje rápido), mira telescópica Leupold Mark 4 con retícula estadimétrica, bípode pivotante Harris montado en un soporte Knight's, y un silenciador QD que también es producido por la Knight's Armament Co. El alza y el punto de mira plegables están instalados sobre la mitad superior del cajón de mecanismos y el bloque de gas modificado respectivamente.
El Mk 11 Mod 0 tiene un cañón de competición Obermeyer de 510 mm (20 pulgadas) de longitud, junto a un sistema de riel KAC en el guardamanos, que tiene una longitud de 288 mm (11,35 pulgadas). El sistema de riel le permite instalar y desmontar con rapidez accesorios MIL-STD-1913. El guardamanos de aluminio no está en contacto directo con el cañón delante del cajón de mecanismos, lo cual permite una gran precisión. El Mk 11 Mod 0 tiene un peso vacío de 6,9 kg (15,3 libras) y una longitud promedio de 1.150 mm (45,4 pulgadas). La versión civil, que tiene el cañón de 610 mm (24 pulgadas), está garantizada para obtener grupos de impactos de menos de 25 mm (1 pulgada) a 91 m (100 yardas), o 0,3 mil angular, disparando cartuchos de competición.
Durante la guerra de Irak, el Cuerpo de Marines de los Estados Unidos ordenó 180 fusiles Mk 11 Mod 1. Estos eran Mk 11 equipados con la mitad superior del cajón de mecanismos del M110 Semi-Automatic Sniper System. La mitad superior del M110 le proveyó al Mk 11 Mod 1 con un sistema de riel modular URX y una bocacha apagallamas en el cañón. Fueron empleados en forma limitada antes de ser retirados de servicio, cuando los Marines decidieron comprar el Mk 11 Mod 2, que era la designación del SOCOM y la Armada para el M110.
La nueva carabina SR-25 Enhanced Match (E.M.) es muy parecida al KAC M110 Semi-Automatic Sniper System, aunque el M110 emplea el nuevo sistema de riel URX, una culata fija de longitud ajustable y una bocacha apagallamas integrada. A partir de finales de 2011, los francotiradores de los Marines reemplazarán gradualmente sus fusiles Mk 11 Mod 0 con el M110.

## Galería

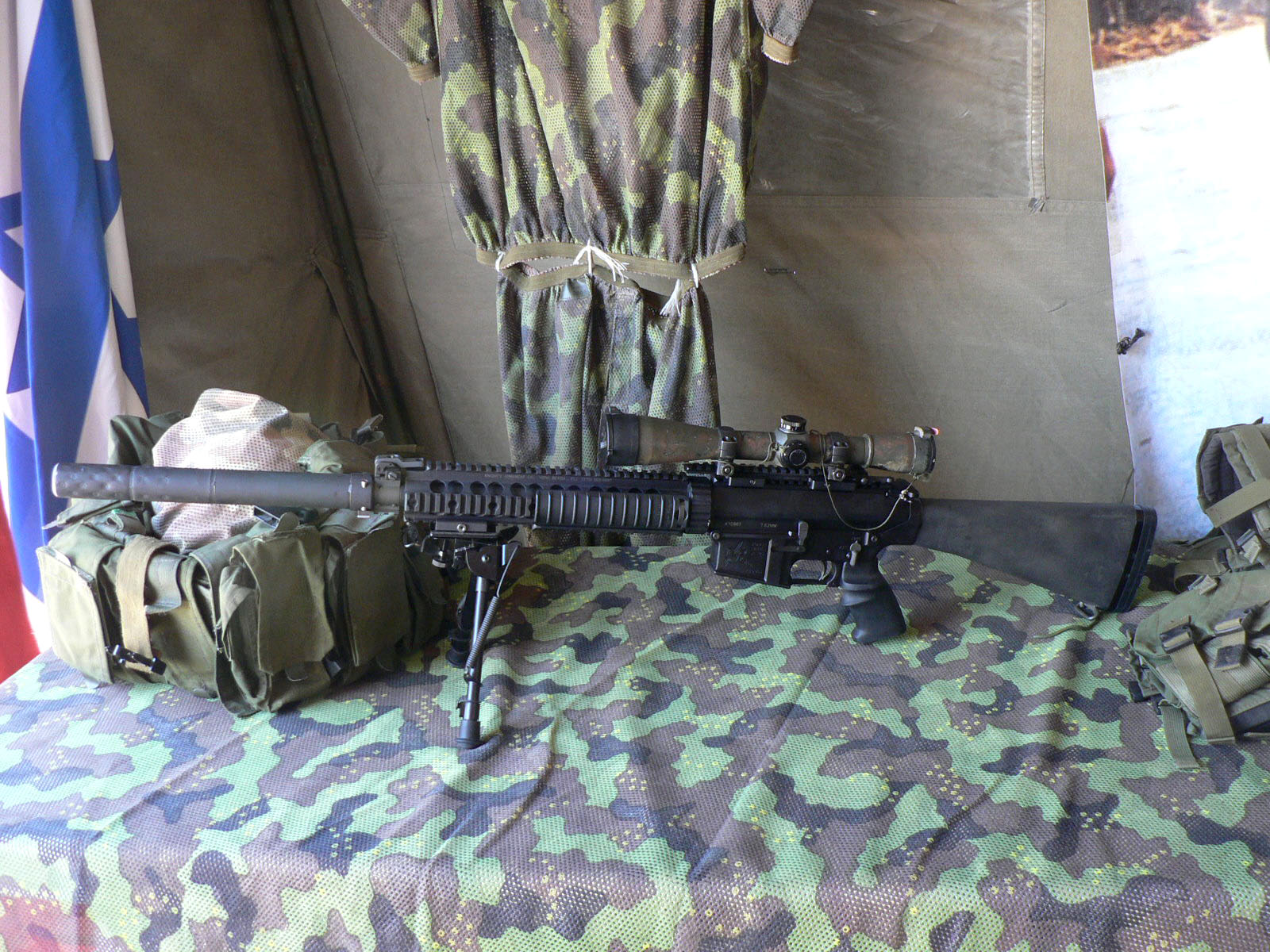
Un SR-25 con silenciador de las Fuerzas de Defensa de Israel.
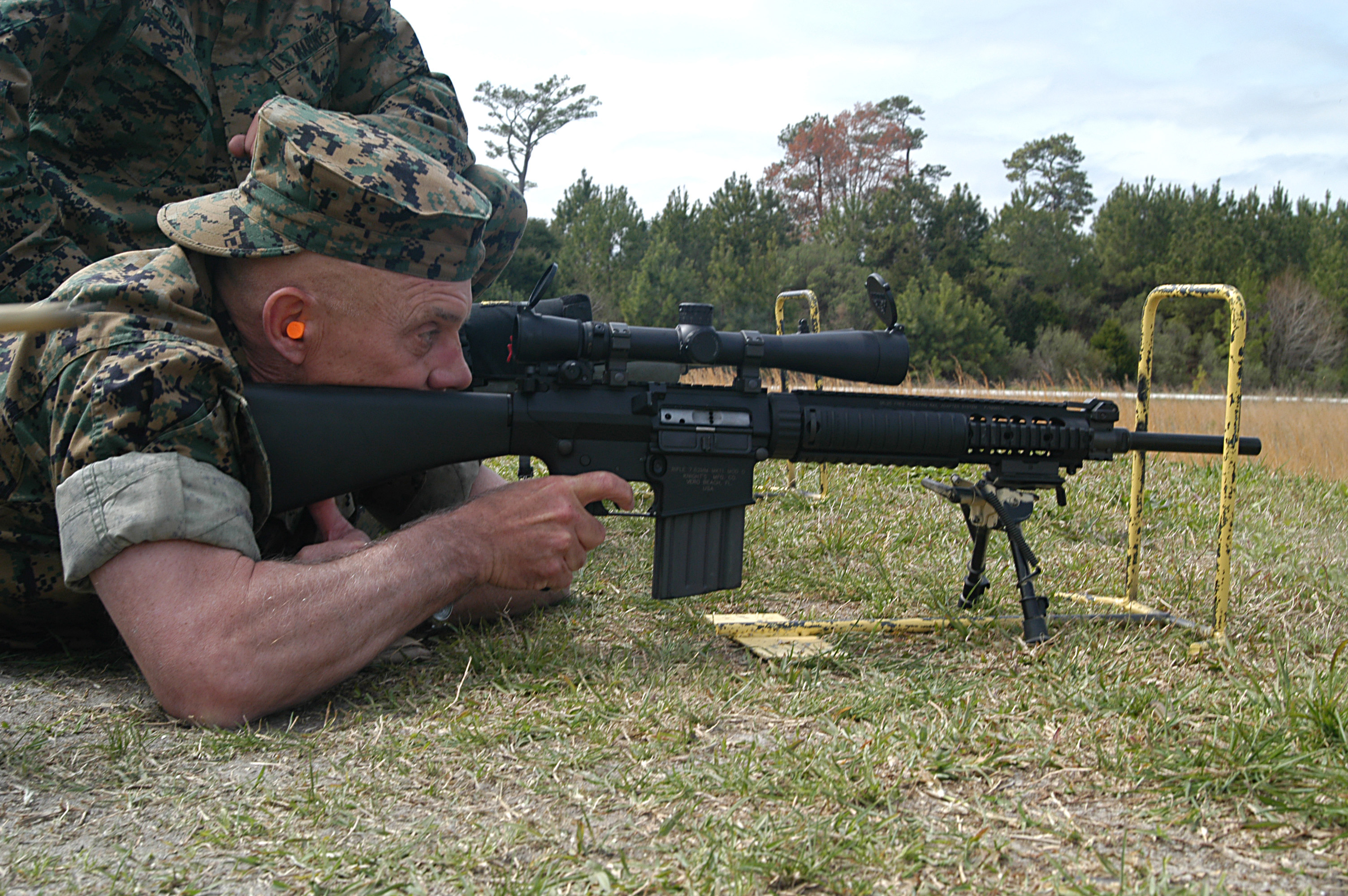
General de Marines disparando un Mk 11.
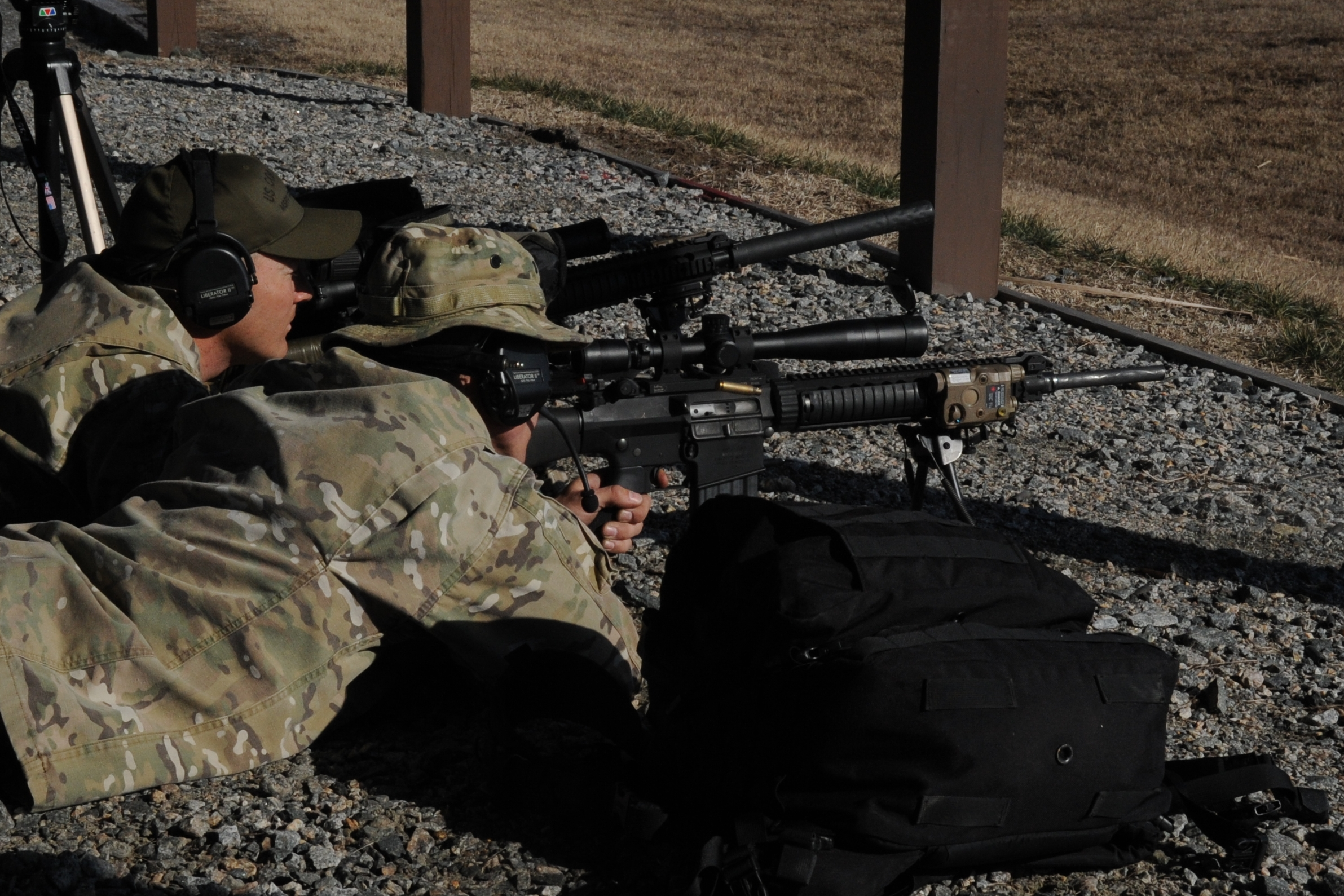
Francotiradores del Equipo de Seguridad Marítima de la Guardia Costera de Estados Unidos, con fusiles Mk 11.
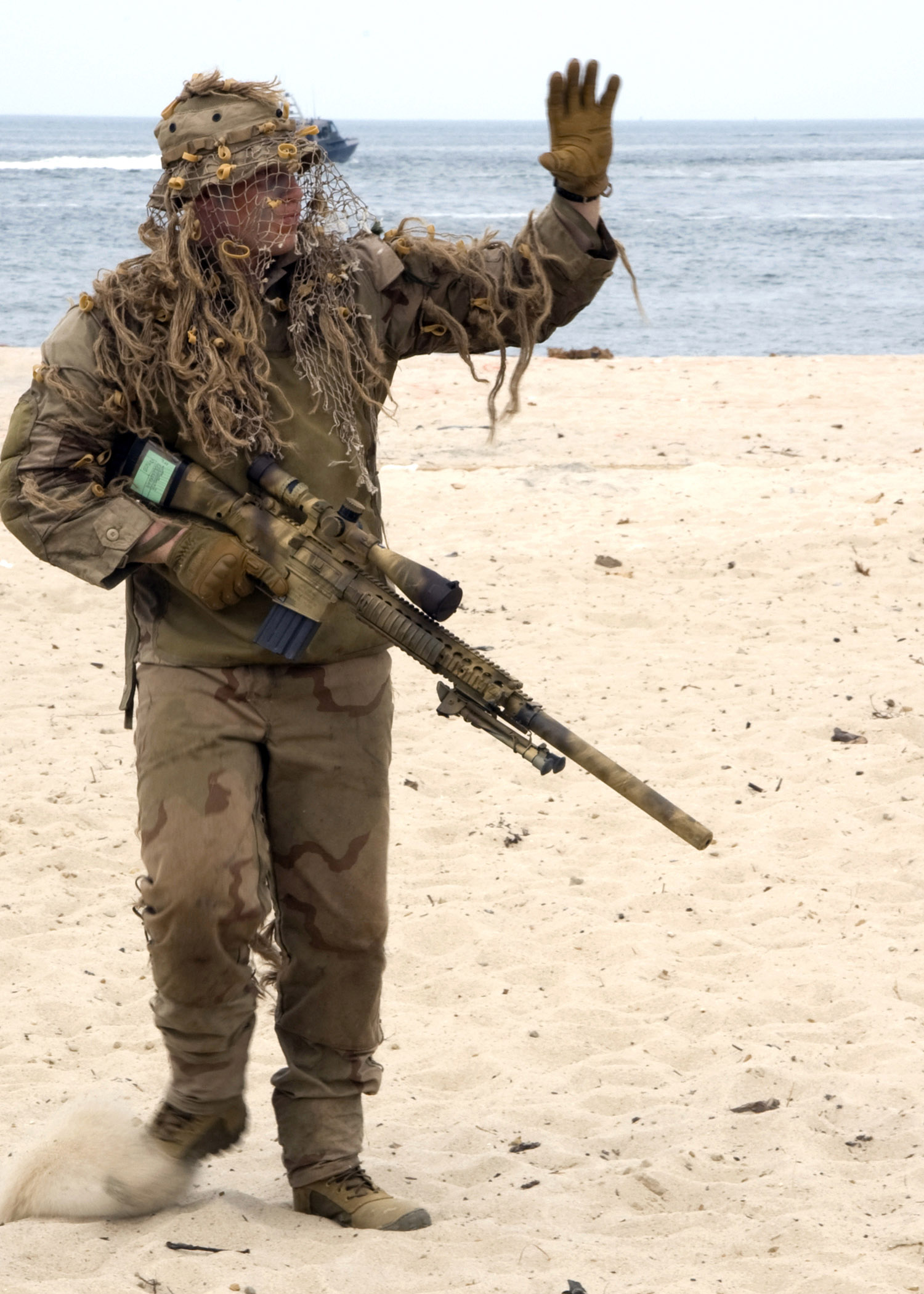
Francotirador del SEAL transportando un fusil Mk 11.

## Usuarios
- Australia: Ejército australiano,[6] Guardias de Defensa de Aeródromo de la Real Fuerza Aérea Australiana[7] y Grupos Tácticos de la Policía.[8][9]
- Bangladés: Equipo SWAT de la Policía Metropolitana de Daca y Ejército de Bandgladés.[10]
- Estados Unidos: Fuerzas Armadas de los Estados Unidos[11] y el Equipo antifrancotirador del Servicio Secreto de los Estados Unidos.
- Filipinas: Fuerza de Acción Especial de la Policía Nacional Filipina[12] y el Regimiento de Reacción Ligera del Ejército filipino.[13]
- Israel: Fuerzas Especiales de las Fuerzas de Defensa de Israel.[14]
- Polonia: GROM.[15]
- Tailandia: Real Ejército Tailandés.[16]
- Venezuela: Fuerza Armada Nacional Bolivariana
- México: Fuerzas especiales mexicanas